# Куп Мађарске у фудбалу 1934/35.
Куп Мађарске у фудбалу 34/35. (мађ. 1934–1935-es magyar labdarúgókupa) је било 17. издање серије, на којој је екипа ФК Ференцвароша тријумфовала по 6. пут. 

## Четвртфинале
| 1. екипа       | Резултат | 2. екипа      |
| -------------- | -------- | ------------- |
| ФК Ференцварош | 4 : 1    | ФК Сиркетакси |
| Кишпешт        | 3 : 0    | ФК Шорокшар   |
| ФК Ујпешт      | 5 : 1    | Ивегђар Токод |
| Хунгарија      | 3 : 1    | ФК Сегедин АК |

## Полуфинале
| 1. екипа       | Резултат     | 2. екипа  |
| -------------- | ------------ | --------- |
| ФК Ференцварош | 2 : 1        | ФК Ујпешт |
| Хунгарија      | 5 : 1, 3 : 2 | Кишпешт   |

## Финале
| ФК Ференцварош                          | 2 : 1 | Хунгарија                                           |
| --------------------------------------- | ----- | --------------------------------------------------- |
| Геза Толди 26’ · Ђерђ Шароши 85’ (пен.) |       | Ласло Чех 54’ · Јанош Дудаш 84’ · Хајнрих Милер 88’ |